# Bacu Locci
Il Bacu Locci è un fiume di 10 km che scorre a Muravera, in Sardegna.

## Corso del fiume
Nasce sulla punta Buddigorgiu a 532 m s.l.m. e sfocia nel Quirra, formando il Fluminidurci.